# أزازيل
أزازيل (باليابانية: アザゼル، بالروماجي: Azazeru)، ظهر لأول مرة في تيكن 6 كالعدو الرئيسي. يبدو في الغالب أنه سمي باسم الشيطان المعروف في اليهودية والمسيحية، عزازل. قليل هو المعروف عن تاريخ أزازيل، غير أنه التجسيد للشر المطلق في المعبد التي تحرسه زافينا، تحرر أزازيل بعد التحام «نجمين شريرين». وهو أيضاً مصدر الجين الشيطاني في عائلة ميشيما، كما هو واضح في الوشوم التي على صدره، التي تشبه وشم جين عندما يتحول إلى ديفل جين. أزازيل يبدو مشابهاً للإله المصري ست، مع جلد رمادي مزرق، وذيل كبير شائك يستعمله في الهجوم، وأشواك كبيرة من الكريستال/الجليد تنمو من ساعديه. يرتدي أزازيل أيضاً غطاء الرأس والمئزر المصريين الشرفيين. مثل كثير من الكائنات الخارقة التي سبقته، يظهر أزازيل بميزة قدراته الخارقة على منافسيه. يشتمل ذلك على هجوم قوي ومفاجئ (مشابه لجنباتشي ميشيما)، وشعاع من العينين (مشابه لديفل جين، ديفل وأنجل). يمتلك أيضاً القدرة على إخراج كريستال من الأرض لمهاجمة منافسيه، واستدعاء الجعارين لمهاجمة منافسيه واستعمال أجزاء من جسده تدمرت من قبل منافسيه بسبب تلقيه ضرراً كبيراً. يظهر في المرحلة الأخيرة من صيغة حملة السيناريو في إصدارات وحدة التحكم في تيكن 6. كما اتضح، كان دافع جين طوال الوقت هو استدعاء المخلوق والانتصار عليه (وبالتالي إنهاء نفسه بعد المواجهة). عن طريق إحداث الفوضى حول العالم، أيقظ جين شكل الوحش الجسدي (كانت روح أزازيل بالفعل تتردد في داخل روح جين). الذي نجم عن صراعه مع والده كازويا؛ ومن هنا جاءت نبوءة «اثنين من نجوم الشر»). استيقظ أزازيل في النهاية لكنه هزم على يد لارس ألكسندرسون وريفن. بعد عودتهما للخارج ومواجهة جين، وضح جين أن أزازيل لايمكن هزيمته إلا على يد شخص يحمل الجين الشيطاني بداخله: وفي الواقع، ثار أزازيل من باطن الأرض، أقوى من ذي قبل. لكن جين قوى نفسه بواسطة الجين الشيطاني، مما جعله منيعاً ضد هجمات أزازيل. اندفع جين نحو أزازيل وأرسل لكمته نحو صدر أزازيل، مرسلاً كلاً منهما إلى حطام المعبد بالأسفل. لم يظهر مصير أزازيل، لكن من المضمن أن قد رحل في الحقيقة.

## وصلات خارجية
- تيكن ويكي
- تيكنبيديا الإنجليزية